# Marshall Thompson
Marshall Thompson (Peoria, 27 novembre 1925 – Royal Oak, 18 maggio 1992) è stato un attore statunitense.

## Biografia
I suoi genitori si trasferirono in California quando Marshall aveva un anno. Dopo gli studi all'Occidental College, frequentò il liceo universitario dove fu compagno di classe di Norma Jean Baker, più tardi conosciuta come Marilyn Monroe.
Nel 1943, Thompson venne scritturato dalla casa produttrice Universal Pictures che intendeva sfruttare il suo gradevole aspetto da bravo ragazzo della porta accanto. Interpretò figure di adolescenti posati e premurosi in alcuni film dell'Universal, e nel 1945 passò alla MGM, dove ottenne ruoli più consistenti in pellicole di prestigio, quali L'ora di New York (1945) di Vincente Minnelli, La valle del destino (1945) di Tay Garnett, e Suprema decisione (1948) di Sam Wood, ottenendo anche una parte da protagonista in Gallant Bess (1946) di Andrew Marton, il primo film della MGM in Cinecolor.
Negli anni cinquanta Thompson diventò un attore freelance e lavorò per vari studi cinematografici in pellicole di diverso genere, tra cui la commedia Occhio alla palla (1953) con Dean Martin e Jerry Lewis, il film bellico All'inferno e ritorno (1955), ispirato alle vicende vissute in guerra dal protagonista Audie Murphy, l'horror di fantascienza Il mostro dell'astronave (1958), film che in seguito avrebbe ispirato la trama di Alien (1979) di Ridley Scott. 
Negli anni sessanta, ormai prossimo alla maturità, Thompson si concentrò sugli impegni televisivi, comparendo in numerose serie quali Angel (1960-1961), e Perry Mason, nell'episodio The Case of the Wayward Wife (1960). Recitò in due film realizzati in Vietnam, Commandos in Vietnam (1964), di cui curò anche la regia, e A un passo dall'inferno (1966). Nel 1965 tornò alla MGM per il ruolo principale nella commedia d'avventura Clarence, il leone strabico (1965), nel quale interpretò il veterinario Marsh Tracy, padre single di una ragazza che ha allevato da solo in Kenya. Il film ispirò poi la serie televisiva Daktari (1966-1969), in cui Thompson interpretò il medesimo ruolo.
Tra le ultime interpretazioni sul grande schermo di Thompson, da ricordare quelle in Due vite, una svolta (1977) di Herbert Ross e La formula (1980) di John G. Avildsen.
Sposato dal 1949 con Barbara Long, Thompson era cognato dell'attore Richard Long (interprete della serie televisiva La grande vallata) con il quale recitò nel film Il culto del cobra (1955).
Thompson morì nel 1992 per insufficienza cardiaca, all'età di 66 anni.

## Filmografia parziale

### Cinema
- L'ora di New York (The Clock), regia di Vincente Minnelli (1945)
- La valle del destino (The Valley of Decision), regia di Tay Garnett (1945)
- Baciami e lo saprai! (Twice Blessed), regia di Harry Beaumont (1945)
- I sacrificati (They Were Expendable), regia di John Ford (1945)
- Gallant Bess, regia di Andrew Marton (1946)
- Bascomb il mancino (Bad Bascomb), regia di S. Sylvan Simon (1946)
- In fondo al cuore (The Secret Heart), regia di Robert Z. Leonard (1946)
- La cavalcata del terrore (The Romance of Rosy Ridge), regia di Roy Rowland (1947)
- La moglie ricca (B.F.'s Daughter), regia di Robert Z. Leonard (1948)
- La lunga attesa (Homecoming), regia di Mervyn LeRoy (1948)
- Parole e musica (Words and Music), regia di Norman Taurog (1948)
- Suprema decisione (Command Decision), regia di Sam Wood (1948)
- La strada del mistero (Mystery Street), regia di John Sturges (1950)
- Il passo del diavolo (Devil's Doorway), regia di Anthony Mann (1950)
- 25 minuti con la morte (Dial 1119), regia di Gerald Mayer (1950)
- I miei sei forzati (My Six Convicts), regia di Hugo Fregonese (1952)
- Occhio alla palla (The Caddy), regia di Norman Taurog (1953)
- Taxi da battaglia (Battle Taxi), regia di Herbert L. Strock (1955)
- I sanguinari (Crashout), regia di Lewis R. Foster (1955)
- Il culto del cobra (Cult of the Cobra), regia di Francis D. Lyon (1955)
- All'inferno e ritorno (To Hell and Back), regia di Jesse Hibbs (1955)
- Buongiorno, Miss Dove (Good Morning, Miss Dove), regia di Henry Koster (1955)
- La grande caccia, regia di Arnold Belgard, Edoardo Capolino (1957)
- Il mostro dell'astronave (It! The Terror from Beyond Space), regia di Edward L. Cahn (1958)
- Operazione Scotland Yard (The Secret Man), regia di Ronald Kinnoch (1958)
- Il primo uomo nello spazio (First Man Into Space), regia di Robert Day (1959)
- Il tesoro segreto di Cleopatra (Flight of the Lost Balloon), regia di Nathan Juran (1961)
- Il prigioniero di Guam (No Man Is an Island), regia di Richard Goldstone (1962)
- Commandos in Vietnam (A Yank in Viet-Nam), regia di Marshall Thompson (1964)
- Clarence, il leone strabico (Clarence, the Cross-Eyed Lion), regia di Andrew Marton (1965)
- A un passo dall'inferno (To the Shores of Hell), regia di Will Zens (1966)
- I conquistatori degli abissi (Around the World Under the Sea), regia di Andrew Marton (1966)
- Due vite, una svolta (The Turning Point), regia di Herbert Ross (1977)
- La formula (The Formula), regia di John G. Avildsen (1980)
- Cane bianco (White Dog), regia di Samuel Fuller (1982)
- McBain, regia di James Glickenhaus (1991)

### Televisione
- The Whistler – serie TV, episodi 1x31-1x38 (1955)
- Scienza e fantasia (Science Fiction Theatre) – serie TV, 7 episodi (1955-1956)
- TV Reader's Digest – serie TV, episodio 2x27 (1956)
- Climax! – serie TV, episodio 2x41 (1956)
- The 20th Century-Fox Hour – serie TV, episodio 2x10 (1957)
- Panico (Panic!) – serie TV, episodio 1x16 (1957)
- Gunsmoke – serie TV, episodio 3x35 (1958)
- The Court of Last Resort – serie TV, episodio 1x18 (1958)
- Target – serie TV, episodio 1x22 (1958)
- Flight – serie TV, episodi 1x36-1x37 (1959)
- Men Into Space – serie TV, episodio 1x38 (1960)
- Daktari – serie TV, 89 episodi (1966-1969)
- Charlie's Angels – serie TV, episodio 2x06 (1977)
- La signora in giallo (Murder, She Wrote) – serie TV, episodio 6x04 (1989)

## Doppiatori italiani
- Gianfranco Bellini in La valle del destino, Il passo del diavolo, All'inferno e ritorno
- Nando Gazzolo in Taxi da battaglia
- Emilio Cigoli in Il mostro dell'astronave
- Mauro Zambuto in Bastogne